# Vladislav Bogićević
Vladislav Bogićević (srbskou cyrilicí Владислав Богићевић; * 7. listopadu 1950 Bělehrad) je bývalý jugoslávský fotbalista srbské národnosti, záložník. Po skončení aktivní činnosti působil jako trenér.

## Fotbalová kariéra
V jugoslávské lize hrál za NK Maribor a FK Crvena zvezda, se kterou získal dva mistrovské tituly a jedno vítězství v poháru. Celkem v jugoslávské lize nastoupil ve 219 utkáních a dal 17 gólů. Od roku 1978 hrál v North American Soccer League za New York Cosmos, nastoupil v 203 ligových utkáních, dal 31 gólů a s týmem získal tři tituly. V Poháru mistrů evropských zemí nastoupil v 17 utkáních a dal 1 gól, v Poháru vítězů pohárů nastoupil v 5 utkáních a v Poháru UEFA nastoupil ve 12 utkáních a dal 1 gól. Za reprezentaci Jugoslávie nastoupil v letech 1971-1977 ve 23 utkáních a dal 2 góly. Na Mistrovství světa ve fotbale 1974 byl členem jugoslávské reprezentace, nastoupil v 5 utkáních a dal 1 gól.

## Ligová bilance
| Ročník                              | Zápasy | Góly | Klub                   |
| ----------------------------------- | ------ | ---- | ---------------------- |
| Jugoslávská Prva liga 1969/1970     | 34     | 0    | NK Maribor             |
| Jugoslávská Prva liga 1970/1971     | 30     | 0    | Crvena zvezda Bělehrad |
| Jugoslávská Prva liga 1971/1972     | 29     | 2    | Crvena zvezda Bělehrad |
| Jugoslávská Prva liga 1972/1973     | 32     | 1    | Crvena zvezda Bělehrad |
| Jugoslávská Prva liga 1973/1974     | 29     | 4    | Crvena zvezda Bělehrad |
| Jugoslávská Prva liga 1974/1975     | 0      | 0    | Crvena zvezda Bělehrad |
| Jugoslávská Prva liga 1975/1976     | 14     | 2    | Crvena zvezda Bělehrad |
| Jugoslávská Prva liga 1976/1977     | 34     | 7    | Crvena zvezda Bělehrad |
| Jugoslávská Prva liga 1977/1978     | 17     | 2    | Crvena zvezda Bělehrad |
| North American Soccer League 1978   | 30     | 10   | New York Cosmos        |
| North American Soccer League 1979   | 25     | 1    | New York Cosmos        |
| North American Soccer League 1980   | 32     | 5    | New York Cosmos        |
| North American Soccer League 1981   | 31     | 1    | New York Cosmos        |
| North American Soccer League 1982   | 31     | 4    | New York Cosmos        |
| North American Soccer League 1983   | 30     | 7    | New York Cosmos        |
| North American Soccer League 1984   | 24     | 3    | New York Cosmos        |
| CELKEM 1. jugoslávská liga          | 219    | 17   |                        |
| CELKEM North American Soccer League | 203    | 31   |                        |